# Джерело (село)
Дже́рело — село в Україні, у Олевській міській територіальній громаді Коростенського району Житомирської області. Населення становить 192 особи (2001).

## Історія
Колишня назва Жерело, урочище.
У 1906 році — рудня Кисорицької волості Овруцького повіту Волинської губернії. Відстань від повітового міста 145 верст, від волості 22. Дворів 14, мешканців 107.
До 11 серпня 2016 року село входило до складу Майданської сільської ради Олевського району Житомирської області.

## Населення
Згідно з переписом УРСР 1989 року чисельність наявного населення села становила 234 особи, з яких 115 чоловіків та 119 жінок.
За переписом населення України 2001 року в селі мешкали 192 особи. 100 % населення вказало своєю рідною мовою українську мову.

## Відомі люди
- Курильчук Микола Михайлович (1926—2004) — український прозаїк, драматург[7].